# Des pas sur la neige
Pour un article plus général, voir Préludes de Debussy.
Des pas sur la neige est une œuvre musicale pour piano du compositeur français Claude Debussy. C'est la sixième pièce du premier livre des Préludes, écrite entre la fin de 1909 et au début de 1910. Ce prélude, dans la tonalité de ré mineur, est long de 36 mesures et prend environ trois et demi à quatre minutes et demie à jouer.

## Contexte et influence
Des pas sur la neige est l'un des quatre préludes de Debussy qui, dans les deux livres, portent un titre dont l'origine est inconnue,. David Schiff suggère que la source d'inspiration pour le titre pourrait provenir d'une peinture représentant un paysage enneigé. C'était une toile de fond très populaire parmi les Impressionnistes, notamment chez des artistes tels Claude Monet ou Alfred Sisley ; le second, peint La Neige à Louveciennes. En outre, l’inspiration de Debussy provenant du compositeur russe Modeste Moussorgski est évidente dans cette pièce, grâce à son utilisation d'un « bloc d'accord dissonant », juste avant la partie centrale de la pièce.

## Histoire
Debussy date ce prélude du 27 décembre 1909, un jour après avoir écrit Les collines d'Anacapri. Le critique musical Victor Lederer fait état de la façon dont Debussy a écrit des dates en haut de certains de ses préludes ; elles sont plus susceptibles d'être la date où il a complété les morceaux, plutôt que le jour où il a commencé à l'écrire, étant donné que certains d'entre eux sont assez longs et musicalement complexes. La pièce a d'abord été publiée en avril 1910, au sein du Livre I des préludes, et créé plus tard cette année-là, Salle Érard à Paris, avec Debussy lui-même au piano.

## Analyse

### Au sein du Livre I des Préludes
Debussy était connu pour veiller à l'organisation de ses préludes avec un soin extrêmement particulier. Le pianiste et écrivain sur la musique Paul Roberts, affirme que ce prélude, avec les deux qui le suivent immédiatement, composent les « formes d'arche centrale » de la structure du Premier Livre, les trois pièces chargées de fournir de toutes les préludes du premier livre, le plus de « contraste ». Le septième prélude, Ce qu'a vu le vent d'ouest, apporte une violente et tumultueuse sensation, tandis que le La fille aux cheveux de lin — la huitième —évoque un sentiment de chaleur et de douceur. Contrairement à ces deux-là, Des pas sur la neige dégage un sentiment d'isolement, avec Lederer décrivant le prélude comme une « expression de la solitude et de la désolation ». En plaçant ces trois préludes dans cet ordre particulier, Debussy, sans doute, s'assure que la plus difficile techniquement des compositions de la collection (vent d'ouest) est prise en sandwich par deux des plus simples à jouer, sur les vingt-quatre.

### Composition
Le prélude est en forme binaire, qui est l'une des formes la plus commune utilisée par Debussy. La section A se prolonge des mesures 1 à 15, suivie par la section B, mesures 16 à 31 et enfin une brève coda, les cinq dernières mesures. Bien que le prélude reste dans la même tonalité et ne module pas, Debussy continue d'explorer les douze demi-tons de l'octave à travers la pièce. Il permet également l'utilisation de différents modes, plus précisément la gamme de la♭ dans les modes Mixolydien et Dorien, ainsi que l'ensemble de la gamme par tons, en ut. Sa texture se compose de trois couches qui restent intactes pendant presque tout le prélude.
Le morceau commence par un motif de base de trois notes, autour de la tonique en pédale de ré, haussée vers mi puis fa, se déplaçant constamment entre dissonance et sa résolution. Il a été suggéré que le modèle ré–mi et mi–fa constant tout au long du prélude, symbolise les empreintes de pas effectuées dans la neige à la manière du pied droit et du pied gauche en alternance. La section du milieu, voit l'utilisation d'accords dissonants complexes menant au point culminant de la pièce, qui évoque un sentiment de tristesse. Le motif d'ouverture se répète alors avec l'augmentation de la dissonance, avant d'arriver à un nouveau passage où la mélodie ascendante se retire en « soupirant » les accords. Bien que la mélodie à la fin soit solidement ancrée en sol mineur, le dernier accord est dans la tonalité de ré mineur. Couplé avec les marques dynamiques morendo et piano pianissimo, cela donne l'impression que le prélude scintille simplement sans se résoudre lui-même.

## Discographie sélective
- Debussy : Piano works Vol. 4, François-Joël Thiollier (piano), Naxos 8.553293, 1998[15].
- Debussy: Préludes, Steven Osborne (piano), Hyperion Records CDA 67530, 2006[16].
- Debussy : Complete Works for Piano, Volume 1, Jean-Efflam Bavouzet (piano), Chandos Records CHAN 10421, 2007[17].
- Debussy : The Solo Piano Works, Noriko Ogawa (piano), BIS Records CD 1955/56, 2012[18].
- Claude Debussy : The complete works, CD 3, Yuri Egorov (piano), Warner Classics, 2018[19].